# Chương trình Sao Hỏa của SpaceX

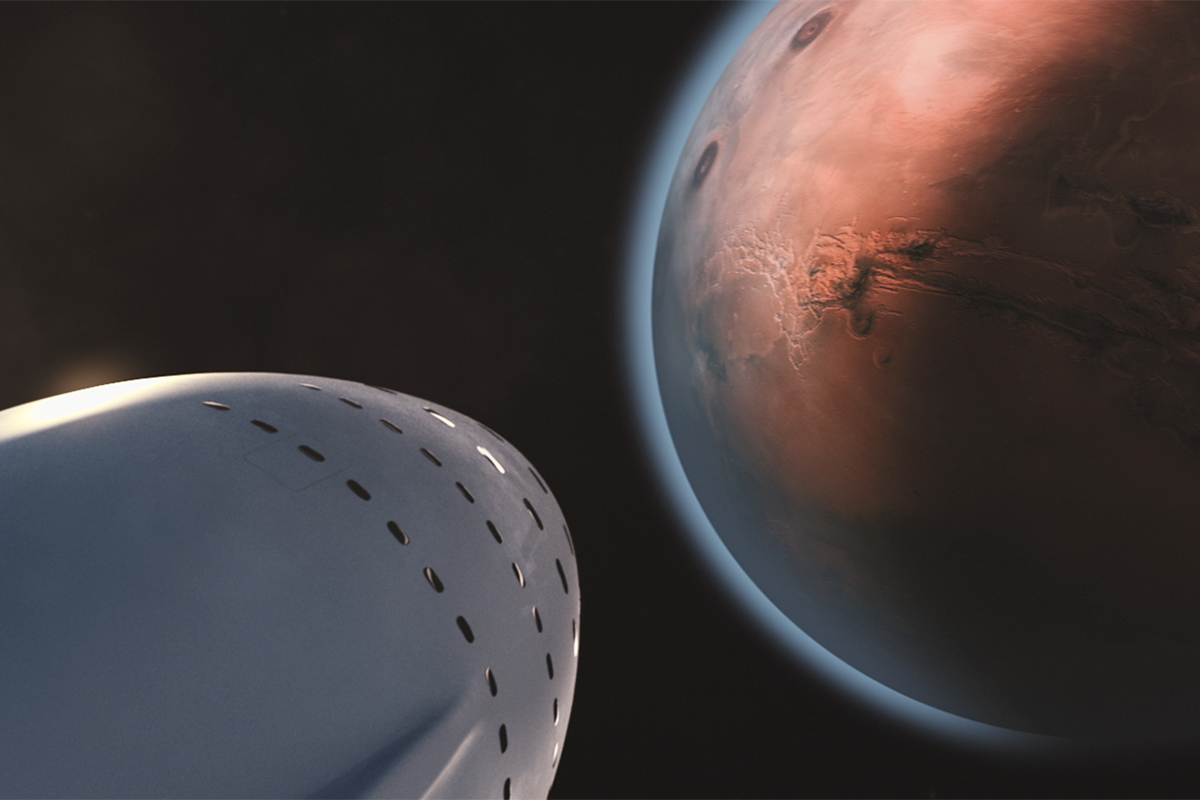
Ảnh minh họa một tên lửa của SpaceX đang tiếp cận Sao Hỏa

Chương trình Sao Hỏa của SpaceX có mục tiêu thực hiện tham vọng định cư trên Sao Hỏa của công ty SpaceX và tỉ phú Elon Musk. Một nhân tố quan trong của chương trình là tên lửa Starship.